# Level Five
Pour les articles homonymes, voir Level 5.
 (mars 2020).
Si vous disposez d'ouvrages ou d'articles de référence ou si vous connaissez des sites web de qualité traitant du thème abordé ici, merci de compléter l'article en donnant les références utiles à sa vérifiabilité et en les liant à la section « Notes et références ».
Pour plus de détails, voir Fiche technique et Distribution.
Level Five est un documentaire-fiction réalisé par Chris Marker, interprété par l'actrice Catherine Belkhodja (Laura), sorti en 1997.

## Synopsis
Dans la pièce d'un appartement, transformée en studio, une femme, Laura, et un ordinateur. Laura s'adresse à un interlocuteur invisible qui est peut-être l'homme disparu qu'elle aime toujours. De lui, elle a hérité cette tâche : terminer l'écriture d'un jeu vidéo consacré à la bataille d'Okinawa, à la fin de la Seconde Guerre mondiale. Celui-ci se limite à la seule reconstitution d'une tragédie méconnue en Occident. Contrairement aux autres jeux de stratégie, il est impossible d'inverser le cours de l'Histoire. Laura accumule une à une les pièces du drame, mais se heurte à la froide logique de la machine. À ses questions, l'ordinateur lui renvoie ses messages sans âme : "erreur de type 14", "access denied" ou "request denied".
En travaillant sur ce projet, la jeune femme découvre les vérités et l'horreur de cette dernière grande bataille. Un film du réalisateur japonais Nagisa Oshima souligne le suicide de milliers de civils, habitants de l'archipel, imposé par l'armée impériale. Mais devant la complexité des problèmes, Laura décide de faire appel aux services de Chris, un as du montage, qui est à un moment de sa vie où les images des autres l'intéressent plus que les siennes. Laura se souvient de ces "conversations", via l'ordinateur, avec son compagnon. Elle évoque ces rencontres anonymes, masquées, par le biais d'Internet et du réseau OWL, à même de lire dans les pensées d'autrui. Elles étaient devenues un jeu et les inconnus se voyaient attribuer un niveau d'intérêt croissant, de 1 à 5. Mais aucun de ces nouveaux contacts n'atteignit cependant le "level 5".
Des documents d'aujourd'hui. Des parents, des frères et des sœurs jettent des bouquets de fleurs à la mer pour consoler l'âme de centaines d'enfants morts noyés en 1944, car un bateau qui devait les mettre à l'abri a été coulé. Dans une grotte, les photos de 206 élèves et professeurs qui y périrent, probablement brûlés vifs au lance-flammes. D'autres images sur la guerre et leur fausse réalité. Celles d'un homme en train de brûler, surnommé Gustave, que l'on a vu dans des actualités sur les Philippines, Okinawa, ou même, bien plus tard, sur le Viêt Nam. La cérémonie de Marines plantant le drapeau américain sur le sol d'Iwo Jima, scène reconstituée, avec d'autres participants, pour les besoins des archives et de la postérité. Et puis, il y a aussi le témoignage de Kinjo, enfant des îles Kerama, près d'Okinawa Hontō, forcé par les soldats japonais d'assassiner ses parents, ainsi que ses jeunes frères et sœurs avant de se donner la mort. Fait prisonnier, il ne put conduire à son terme son effroyable mission. Pour demander pardon, il est devenu pasteur, comme d'autres, en Occident, se convertissent au bouddhisme.
Laura a repris ses dialogues avec les masques sur le réseau ; mais ce n'est plus un jeu. Son travail n'aboutit pas. Elle-même ne comprend plus très bien ce qui lui arrive. À son retour, Chris trouve la pièce vide. Laura est partie. Interrogé, l'écran ignore même jusqu'au nom de Laura.
Kenji Tokitsu, expert en sports de combat et auteur de la Voix du do, et Nagisa Oshima, cinéaste, sont interviewés. (partie documentaire du film).

## Fiche technique
- Titre : Level Five
- Scénario : Chris Marker
- Dialogues: Chris Marker et Catherine Belkhodja
- Réalisation : Chris Marker
- Image : Yves Angelo, Gérard de Battista, Chris Marker
- Son : Florent Lavallée
- Interprétation : Catherine Belkhodja (Laura) et Kokoloko (le perroquet)
- Interviews de Kenji Tokitsu et Nagisa Oshima (documentaire)
- Format : 35 mm / couleur
- Producteurs :  Anatole Dauman,  Françoise Widhoff et  Catherine Belkhodja
- Productions: Argos Films, Astrophore, KAREDAS
- Distribution : Connaissance du cinéma
- Date de sortie : 1997
- Pays :  France
- Durée : 106 minutes

## Autour du film
Laura termine l’écriture d’un jeu vidéo consacré à la bataille d’Okinawa, une île du Japon qui connut des suicides collectifs en masse à l’annonce de la défaite. En rencontrant par l’intermédiaire d’un mystérieux réseau des informateurs et même des témoins de la bataille, Laura accumule les pièces de la tragédie, jusqu’au moment où elles commencent à interférer avec sa propre vie. Level Five est un film-installation, poursuite dans le dispositif traditionnel de la salle obscure de ce Silent Movie que Marker agença en 1995 dans des musées pour le centenaire du cinéma. Fragmenté et discontinu, ce film nous plonge dans des problématiques inextricables : rapport entre réel et virtuel, l’histoire et ses mensonges, la manipulation des images, la mémoire contre l’oubli. Marker y bouscule nos certitudes, en affrontant le non-dit et le trop-plein d’images. Au croisement des expressions technologiques et cinématographiques, il élabore un Rubik's Cube narratif et esthétique ensorcelant.